# Skarpabborrtjärnarna, Jämtland
Skarpabborrtjärnarna är en sjö i Strömsunds kommun i Jämtland och ingår i Indalsälvens huvudavrinningsområde.